# Andreotto Saraceno
Andreotto di Saracino Caldera (Pisa, 1220/5 – 1292 circa) è stato un ammiraglio italiano, membro influente della famiglia Caldera, una branca della consorteria pisana degli Albizoni che assunse il cognome tra XII e XIII secolo.
Egli è identificato anche con il patronimico nella tradizione storiografica.

## Biografia
La famiglia Caldera ebbe un ruolo prominente nella politica pisana sin dal XII secolo, con vari membri che ricoprirono cariche consolari e continuarono a far parte del ceto dirigente del Comune nel XIII secolo. Il nonno di Andreotto, Albizone, fu senatore nel 1220 e successivamente firmò la pace antifiorentina del luglio 1228 insieme al figlio Giacomo. Suo padre, Saracino, fu console negli anni 1232-34 e giudice nel 1234 e 1244. Saracino svolse anche il ruolo di rettore delle societates concordiae pisane nel 1237 e il fratello di Andreotto, Bartolomeo, fu consigliere del Comune durante gli accordi di pace con Firenze del 1256. La famiglia risiedeva nei pressi del ponte Vecchio e possedeva una torre.
Saracino fu coinvolto nelle dinamiche di potere della classe dirigente pisana durante la transizione alla fase podestarile, in una città contesa dalle fazioni dei Visconti e dei Gherardesca e impegnata nella resistenza contro la compagine guelfa guidata da Firenze. Il 1º maggio 1270, a seguito del tumulto cittadino dopo il successo di Carlo d’Angiò a Tagliacozzo e le fallite trattative di pace, Saracino venne esiliato a Montopoli in Val d’Arno insieme ad altri esponenti delle consorterie coinvolte.
Nel 1276, dopo che Pisa fu costretta alla pace di fronte ai tentativi di Giovanni Visconti e Ugolino della Gherardesca di recuperare l’egemonia in città, Saracino fu attestato tra i Savi del Comune.
Nel periodo tra il 1282 e il 1284, Saracino svolse un ruolo di primo piano come ammiraglio durante il conflitto tra Pisa e Genova. Nel 1283 sedò la ribellione nelle città di Alghero e Sassari con l’aiuto di Mariano II visconte di Bas, giudice d’Arborea. Durante il viaggio di ritorno, le sue navi furono costrette a trovare riparo a causa delle peggiorate condizioni del mare e solo a fatica riuscirono a rientrare a Pisa.
Nel 1284, dopo la sconfitta pisana di Tavolara, Saracino e il conte Ugolino furono incaricati del comando della flotta pisana nella guerra contro Genova. Tuttavia, la flotta pisana subì una pesante sconfitta nella battaglia della Meloria il 6 agosto 1284. Saracino non fu tra i prigionieri catturati dai genovesi.
Dopo la sconfitta, una congiura o sommossa cittadina contro Saracino lo costrinse a fuggire a Oristano, presso il genero. Accuse di cattiva conduzione delle operazioni militari e rivalità interne contribuirono alla sua caduta. Non vi sono ulteriori notizie su di lui dopo questo periodo, ma la sua morte potrebbe essere attestata nel 1292, data in cui un documento fa riferimento a una terra degli eredi nel quartiere pisano di S. Giovanni dei Gaetani.

## Famiglia
Andreotto ebbe almeno due figlie. Una di queste, Bamba, è menzionata in un documento del 29 luglio 1322 come imparentata con i Lanfranchi.